# Ducado de Espoleto
O Ducado de Espoleto, também comumente referido como Ducado de Spoleto, foi um estado que existiu na península itálica  após a queda do Império Romano do Ocidente.  Este ducado, assim como o ducado de Benevento e o chamado Reino Lombardo, estava sob domínio dos lombardos.

## Origem
Toda a península Itálica foi nesta época caracterizada por um dualismo entre os bizantinos que ocupavam parte do sul da Itália e as ilhas, e os lombardos, que ocupavam o resto. Duas importantes cidades Roma e Nápoles estavam formalmente sob o domínio bizantino, mas na realidade gozavam de grande liberdade pois mal percebiam o domínio oriental. A única área da Itália centro-setentrional sob domínio bizantino efetivo era a do Exarcado de Ravena ou Exarcado de Itália, com capital em Ravena, mas esta área estava cheia de conflitos entre as duas populações. Neste contexto se coloca a instituição do Ducado de Benevento por parte dos lombardos e designado ao duque lombardo Faroaldo I em 570.

## Localização geográfica
A situação geográfica do Ducado de Espoleto era muito delicada; limitava-se a leste com o Mar Adriático, ao sul com o Ducado de Benevento , embora este também fosse lombardo, e nas demais direções com o Exarcado de Ravena, sob domínio bizantino. Assim fica evidente a importância estratégica-militar que tinha este ducado.

## Evolução histórica do ducado

Fronteiras da Itália bizantina e lombarda no século VII

O ducado prosperou notavelmente, uma vez que os lombardos controlavam assim a Via Flamínia importante zona de trânsito entre Roma e o Exarcado de Ravena. Com a derrota lombarda devida à pressão exercida pela Igreja e pelos francos, também o Ducado de Espoleto caiu sob o domínio franco.
O papado torna-se uma importante figura na vida do ducado, tendendo a nomear o duque francófilo favorito. O primeiro desta "estirpe" de duques é um tal Guido que rege o ducado de 842 a 858. Em 879, Guido III de Espoleto torna-se duque, também ele de estirpe franca, o qual em 885 primeiro derrota os sarracenos em Garigliano, depois também Berengário I, fazendo-se coroar-se rei de Itália em 889 e imperador em 891 pelo papa Estêvão V, associando ao poder o filho Lamberto. Guido morreu em 894.
Daquele momento em diante, a história do Ducado de Espoleto se entrelaçou com a dos poderosos papas e bispos romanos e do exarcado. Lamberto II de Spoleto foi associado pelo pai Guido ao trono da Itália em 891 e, depois de três anos, o papa Formoso o coroou imperador. Deste momento em diante, numerosas foram as intromissões papais na coroação de reis e imperadores, que tanto espaço teriam nos confrontos entre os poderes laicos e eclesiásticos.
Lamberto, confirmado imperador legítimo também pelo sínodo dos bispos em Ravena, morreu em Marengo em 898 devido a uma queda de cavalo.

## O fim do ducado
Depois de diversos períodos de desmembramentos e domínios vários, em 1230 o Ducado de Espoleto tornou-se domínio papal, confirmando as tentativas papais de séculos antes.

## Lista dos Duques de Espoleto

### Dependentes do Reino Lombardo
- Faroaldo I - (570-592)
- Ariolfo - (592-602)
- Teodelapo - (602-650)
- Ato - (650-665)
- Transamundo I ou Trasimundo I - (665-703)
- Faroaldo II - (703-724)
- Transamundo II ou Trasimundo II - (724-739)
- Hilderico - (739-740)
- Transamundo II (2ª vez) - (740-742)
- Agiprando - (742-744)
- Transamundo II (3ª vez) - (744-745)
- Lopo - (745-752)
- Unolfo - (752)
- Astolfo - (752-756). Rei dos Lombardos - (749-756)
- Raquis - (756-757). Rei dos Lombardos - (744-749)
- Alboíno - (757-759)
- Desidério - (758-759). Rei dos Lombardos - (756-774)

### Duques independentes
- Gisulfo - (759-763)
- Teodorico - (763-773)
- Hildeprando - (774-776)

### Duques feudatários do Reino dosFrancos
- Hildeprando - (776-788)
- Vinigiso - (789-822)
- Supão I - (822-824)
- Adelardo - (824)
- Mauringo - (824-836)
- Berengário - (836-841)
- Guido I - (841-843)

### Feudatários da (Lotaríngia) (843-855) e do (Reino Itálico)
- Guido I - (843-860)
- Lamberto I - (860-871)
- Supão II - (871-874)
- Lamberto I (2ª vez) - (875-879)
- Guido II - (876-882)
- Guido III - (880-894). Rei da Itália e imperador - (891-894)
- Lamberto II - (894-898). Rei da Itália e imperador - (892-898)
- Guido IV - (898-900)
- Alberico I - marquês de Camerino - (900-924)
- Bonifácio I - (923-928)
- Pedro - (924-928)
- Alberico II - (928-954)
- Teobaldo - (928-936)
- Anscário - (936-940)
- Sarlione - (940-943)
- Humberto - (943-946)
- Bonifácio II - (946-953)
- Teobaldo II de Toscana - (953-959)
- Transamundo III ou Trasimundo III - (959-967)
- Pandulfo Testa de Ferro - (967-981). Duque de Benevento - (943-981)
- Transamundo IV ou Trasimundo IV - Duque de Camerino - (982-989)
- Hugo I (989-996)
- Conrado - (996-999)
- Ademar - (999-1003)
- Romão - (1003-1010)
- Rainério - (1010-1020). Marquês da Toscana - (1014-1027)
- Hugo II - (1020-1035)
- Hugo III - (1036-1043)
- Subordinado à Toscana - (1043-1056)
- Aos Estados Pontifícios - (1056-1057)
- Godofredo - Duque da Baixa Lorena - (1057-1070)
- Subordinado à Toscana - (1070-1082)
- Rainério II - (1082-1086)
- Subordinado à Toscana - (1086-1093)
- Verner I ou (Verner II de Ancona) - (1093-1119)
- Subordinado à Toscana - (1119-1158)
- Guelfo - (1158-1172)
- Ridelulfo - (1172-1183)
- Conrado II - (1183-1190)
- Pandulfo II - (1190-1195)
- Conrado II (2ª vez) - (1195-1198)
- Aos Estados Pontifícios - (1198-1222)
- Oto IV - (1209-1210)
- Dipoldo - (1210-1222)
- Bertoldo I - (1222-1228)
- Reinaldo - (1228-1230)
- Conrado II - (1227-1267)
- Bertoldo II - (1251-1276)
- Reinaldo - (1251-1276) (2ª vez)
- Governo dos Cardeais - (1228-1860)
- Guidantônio - (1419-1443)